# Habillage (transport)
Pour les articles homonymes, voir Habillage.
 (juin 2013).
Si vous disposez d'ouvrages ou d'articles de référence ou si vous connaissez des sites web de qualité traitant du thème abordé ici, merci de compléter l'article en donnant les références utiles à sa vérifiabilité et en les liant à la section « Notes et références ».
Le graphicage et l'habillage sont des techniques employées dans le domaine du transport public de voyageurs pour organiser et prévoir rationnellement les tâches quotidiennes des véhicules et des conducteurs.

## L'habillage
Une fois le graphicage réalisé, l'étape suivante consiste à découper les services voitures en tronçons d'habillage qui formeront les services conducteurs (tâche de travail effectuée par un conducteur dans le cadre d'une journée de travail) en tenant compte de la réglementation en vigueur et des accords d'entreprise. L'habillage est donc le fait de définir des services conducteurs couvrant entièrement les services voitures.
Le tronçon d'habillage est une unité élémentaire du service conducteur délimité par des dépôts et/ou des points de relève, c'est-à-dire les lieux où le conducteur peut prendre possession du véhicule hors du dépôt, le plus souvent à un point d'arrêt sur le réseau. C'est donc une section continue où le conducteur ne peut pas être remplacé dans sa tâche de conduite.
L'habillage est toujours représenté schématiquement sous forme de diagramme de Gantt, chaque ligne contenant un service conducteur.

## Les outils informatiques
Le graphicage et l'habillage ont longtemps été conçus au crayon sur des feuilles de papier millimétré. Aujourd'hui la plupart des sociétés de transport public emploient un logiciel spécifique. Les logiciels d'exploitation permettent entre autres d'accélérer considérablement le travail de conception, de réduire les risques d'erreur de conception (oubli, incohérences...) et d'assister l'utilisateur dans sa tâche grâce à des algorithmes d'optimisation.

### Graphicage et habillage simultanés
Si le graphicage et l'habillage ont longtemps été traités comme deux tâches successives, les outils informatiques modernes permettent désormais de les traiter simultanément.
Le fait de réaliser et d'optimiser les services voitures et conducteurs conjointement permet d'aboutir directement à des solutions de services conducteurs performantes, sans va-et-vient entre les phases de graphicage et d'habillage, en particulier dans le domaine du transport régional ou interurbain. En effet, contrairement au transport urbain où les longueurs des lignes sont relativement courtes et où les fréquences élevées des courses permettent de nombreuses possibilités de relèves, le transport interurbain offre peu de possibilités pour le conducteur de quitter son véhicule et d'être remplacé. Par conséquent, les relèves sont rares et le service voiture coïncidera souvent avec le service conducteur. Or, étant donné que les contraintes pesant sur la formation du service conducteur (réglementation du travail, etc.) sont plus fortes que sur le service voiture, l'étape préalable de graphicage est souvent une perte de temps.
Grâce à des tels logiciels, il est alors possible, directement à partir des courses, de définir des solutions de services conducteurs optimisées pour le transport régional en sautant l'étape du graphicage.